# Ali Mahmoud
Ali Mahmoud, né le 28 mai 1983, à Ottawa, au Canada, est un joueur canado-libanais de basket-ball. Il évolue au poste de meneur.

## Palmarès
- Finaliste du championnat d'Asie 2007
- Coupe arabe des clubs champions 2005, 2006, 2007, 2009
- Coupe des champions WABA 2008
- Champion du Liban 2005, 2006, 2007, 2008, 2009, 2010
- Coupe du Liban 2006, 2007, 2008